# جاز
الجاز (بالإنجليزية: Jazz)‏ هو نوع موسيقيّ نشأ في المجتمعات الأمريكية الأفريقية في نيو أورلينز، الولايات المتحدة في أواخر القرن التاسع عشر وأوائل القرن العشرين، تطوَّر الجاز من جذور تعود إلى البلوز والراجتايم. ينظر الكثيرون إلى الجاز على أنه «الموسيقى الكلاسيكية الأمريكية». منذ عصر الجاز في عشرينيات القرن العشرين، أُعتُرِف بكونه قالبًا رئيسيًا من قوالب التعبير الموسيقي. ثم برز في شكل أساليب موسيقى الفولك والشائعة المستقلة، والتي ترتبط جميعها بالروابط المشتركة بين أصولها الموسيقية الأمريكية الأفريقية والأمريكية الأوروبيّة مع توجه أدائيّ. يتميز الجاز بالتمايل في الإيقاع والأداء (السوينغ) والبلو نوت، وغناء النداء والاستجابة (القرار والجواب)، وتعدد الإيقاع، والارتجال. لموسيقى الجاز جذور في التعبير الثقافي والموسيقي في غرب أفريقيا، وفي التقاليد الموسيقية الأمريكية الأفريقية بما في ذلك موسيقى البلوز والراجتايم، بالإضافة إلى موسيقى الفرق العسكرية الأوروبية. احتفى المثقفون في جميع أنحاء العالم بموسيقى الجاز معتبرين إياها «أحد أشكال الفن الأمريكي الأصيل».
مع انتشار موسيقى الجاز في جميع أنحاء العالم، استمدت من الثقافات الموسيقية الوطنية والإقليمية والمحلية، ما أدى إلى ظهور أساليب مختلفة. بدأت موسيقى الجاز في نيو أورلينز (الديكسي لاند) أوائل العقد الثاني من القرن العشرين، جامعة ما بين موسيقى مسيرات الفرقة النحاسية السابقة، والرقصات الرباعية الفرنسية، والبيغويني، والراجتايم، والبلوز مع الارتجال البوليفوني الجماعي. في الثلاثينيات، برزت فرق بيغ باند السوينغ المنظمة جيدًا والموجهة للرقص، وجاز كانساس سيتي، والهارد- سوينغنغ، والبلويزي، وجاز الارتجال، والجاز الغجري (وهو أسلوب اعتمد على موسيقى الفالس الموزيتي). ظهرت البيبوب في الأربعينيات، وفيها تحولت موسيقى الجاز من موسيقى شعبية يمكن الرقص عليها إلى «موسيقى الموسيقيّ» الأكثر تحديًا والتي تؤدَّى بإيقاعات أسرع واستخدمت المزيد من الارتجال المعتمد على الأنغام . نشأ الكول جاز قرب نهاية الأربعينيات، مقدمًا أصواتًا أكثر هدوءًا وسلاسة وجملًا لحنية طويلة وخطية.
شهدت الخمسينيات ظهور الجاز الحر، التي اكتشف العزف بدون المقياس المنتظم، والإيقاع، والتكوينات التقليدية، وفي منتصف الخمسينيات، ظهر الهارد بوب، والذي أدخل تأثيرات من موسيقى الريذم أند بلوز، وموسيقى الغوسبل، والبلوز، خاصة في العزف على الساكسفون والبيانو. نشا الجاز الوضعي أواخر الخمسينيات، واستخدم الوضع أو السلم الموسيقي ليكون أساسًا للتكوين الموسيقي والارتجال. ظهر الجاز فيوجن في أواخر الستينيات وأوائل السبعينيات، جامعًا بين ارتجال الجاز وإيقاعات موسيقى الروك وآلات الإليكتريك الموسيقية، والأصوات عالية التضخيم على المسرح. في أوائل الثمانينيات، نجح شكل تجاري من الجاز فيوجن يسمى السموث جاز، واستحوذ على نسبة كبيرة من البث الإذاعي. يزخر العقد الأول من القرن الحادي والعشرين بالأساليب والأنواع الأخرى، مثل الجاز اللاتيني والجاز الأفرو- كوبي.

## أصل الكلمة وتعريفها
نتج عن البحث في أصل كلمة جاز الكثير من الأبحاث، وتاريخها موثق جيدًا. يُعتقد أنه مرتبط بالجاسم (السعادة الغامرة)، وهو مصطلح عاميّ يعود إلى عام 1860 ويعني «بيب، طاقة». أقدم تسجيل مكتوب للكلمة هو في مقال من عام 1912 في صحيفة لوس أنجلوس تايمز وصف فيه رامي بيسبول من دوري الصغار رمية أطلق عليها اسم «كرة الجاز»«لأن الكرة كانت تتذبذب ولا يمكنك ببساطة القيام بأي شيء بها».

## البداية

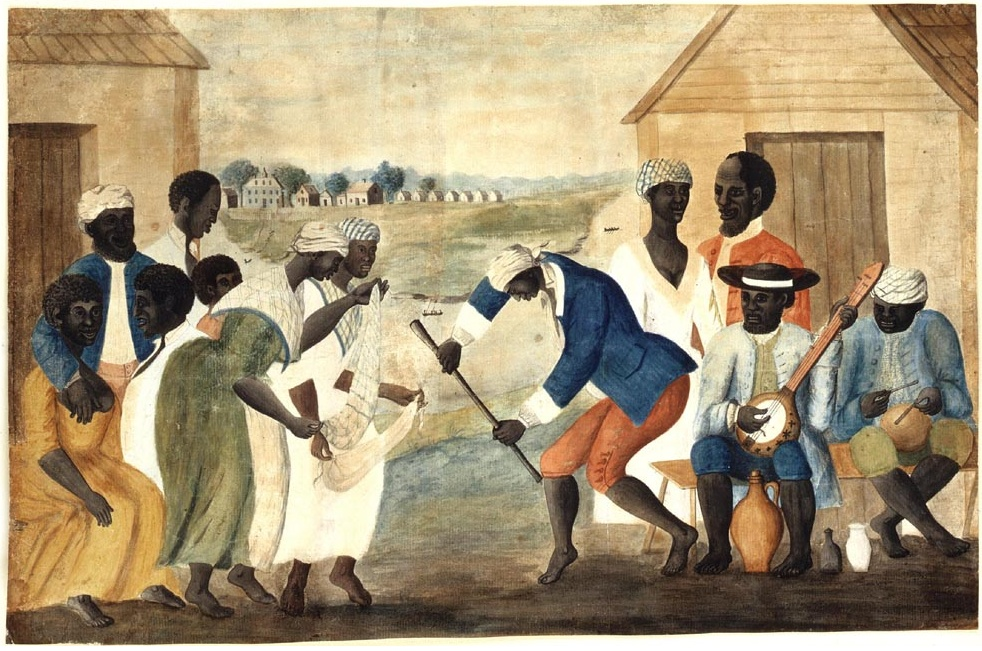
رسمة تصف رقصة أفريقيّة تقليديّة، سنوات ال80 من القرن السابع عشر

بعد نهاية الحرب الأهلية وتحرر العبيد، كان هنالك مايقارب النصف مليون إفريقي في الولايات المتحدة، معظمهم من غرب أفريقيا. وقد جلبوا ثقافة غنيّة وموسيقية تقاليدية خاصة. وقد كان الجزء الأكبر من الموسيقى الأفريقية أغاني عمل أو طقوس دينيّة.
تميّزت الموسيقة التقاليد الأفريقية بخط لحن واحد ونمط الدعوة والاستجابة وعدم وجود الهارمونية بمفهومها الأوروبي.
الإيقاعات عكست أنماط الخطاب الأفريقية، والاستعمال الدارج للسلم الصيني (الفينتاتوني pentatonic) في موسيقى الجاز هو نتيجة مباشرة لانتشاره في ألحان الموسيقى الأفريقيّة التقليديّة.

## الانتشار
كثرت فرق الجاز بشكل كبير، ولأنها كانت كثيرة التنقل من مكان لمكان فالبيانو لم يدخل في تكوين هذه الفرق إلا حوالي 1920. ومنذ بداية القرن العشرين أخذ الجاز يتقدم بشكل متعثر للأمام.
ففي البداية حاول بعض البيض تكوين فرق خاصه بهم تعزف موسيقي الجاز التي يدونونها بالنوتة ولكنهم لم يصيبوا النجاح، لأن الروح الزنجية الصارخة التي كانت الطابع الأغلب على موسيقي الجاز وقتها كانت تعوزهم.
لكن الموسيقيين البيض لم يفقدوا الأمل وعملوا بعد ذلك على تطوير نوع جديد من موسيقي الجاز أطلق عليه اسم ديكسي لاند، أخذ ينتشر تدريجياً في أنحاء الولايات المتحدة الأمريكية بفضل الأفلام السينمائية وشركات الاسطوانات حتى قامت الحرب العالمية الثانية.
في هذا الوقت وأثناء الحرب العالمية الأولى انتقلت زعامة موسيقي الجاز من نيو أورلينز إلى شيكاغو التي احتوت على عدد أكثر من الملاهي والبارات وعلب الليل، كما انتشرت موسيقا الجاز وقتها في أكثر من ولاية مثل بالتيمور وواشنطن ونيويورك وبوسطن، وفي كل مدينة كانت فرق الجاز تحاول أن تضم إليها عازفين من مدينة نيو أورلينز التي كانت تعتبر المعهد الذي أخرج أشهر العازفين وأمهرهم في الارتجال.

## الجاز الجاد
و في هذا الوقت كانت فرق موسيقي الجاز تتكون من سبعة أو ثمانية عازفين، ثم ظهر في نيويورك وفي هارلم تحديداً فلتشر هندرسون وديوك الينجتون وكان من الموسيقيين الدارسين وقاما بمضاعفة عدد العازفين في فرقتهم وكتبوا النوتات الموسيقية لكل عازف وقللوا من فواصل الارتجال التي كانت من خصائص الجاز وأطلقوا على هذا النوع من الموسيقي الجاز الجاد.
صادف هذا التجديد الكثير من النجاح وزاد عليه الإقبال في فنادق نيويورك الفاخرة وفي الملاهى الليلية وحتى في الحفلات التي كانت تقيمها الجامعات والمدارس في مختلف المناسبات.
و شجع هذا النجاح الكثير من الفرق التي سارت على نفس الطريق، وظهر في الثلاثينات عدد من الموسيقين البيض المهرة من خريجى المعهد الموسيقي مثل تومى دورساى وشقيقه وينى جودمان، وحقق هذا النوع من الجاز الكثير من النجاح والانتشار نتيجة لظهور محطات الردايو العديدة وتسجيل الأسطوانات

## الجاز البارد
بداية من عام 1945 بدأ الموسيقيون في فرق الجاز ثورة ضد الوظيفة التقليدية للموسيقا التي يعزفونها وهي تحريك أرجل الراقصين، وظهر اعتقاد بين عدد من موسيقي الجاز بأنهم يقدمون فن راقي يستحق الإصغاء والاستماع إليه باحترام.
و هكذا أخذت موسيقا الجاز طريقاً جديداً فاختفي منها الارتجال وقل استعمال الإيقاعات الساخنة وأصبحت المؤلفات الجديدة تميل إلى البطء وإلى التعبير العاطفي في ألحان ذات طابع غنائي وأطلق على هذا النوع الموسيقي اسم الجاز البارد.

## السيمفوجاز
استمراراً لتطور الجاز، قام بيل ايفانز عام 1955 بتكوين أول فرق السيفوجاز وهو عبارة عن تكوين موسع يشتمل على آلات الأوركسترا السيمفونى الكامل مضافاً إليها آلات فرق الجاز التقليدية، وتبعه في ذلك جنتر شولر وغيرهم، ورغم كل هذا التطور لم تختفي فرق الجاز التقليدية الصغيرة أبداً...

## الثورة المضادة: العودة للجذور

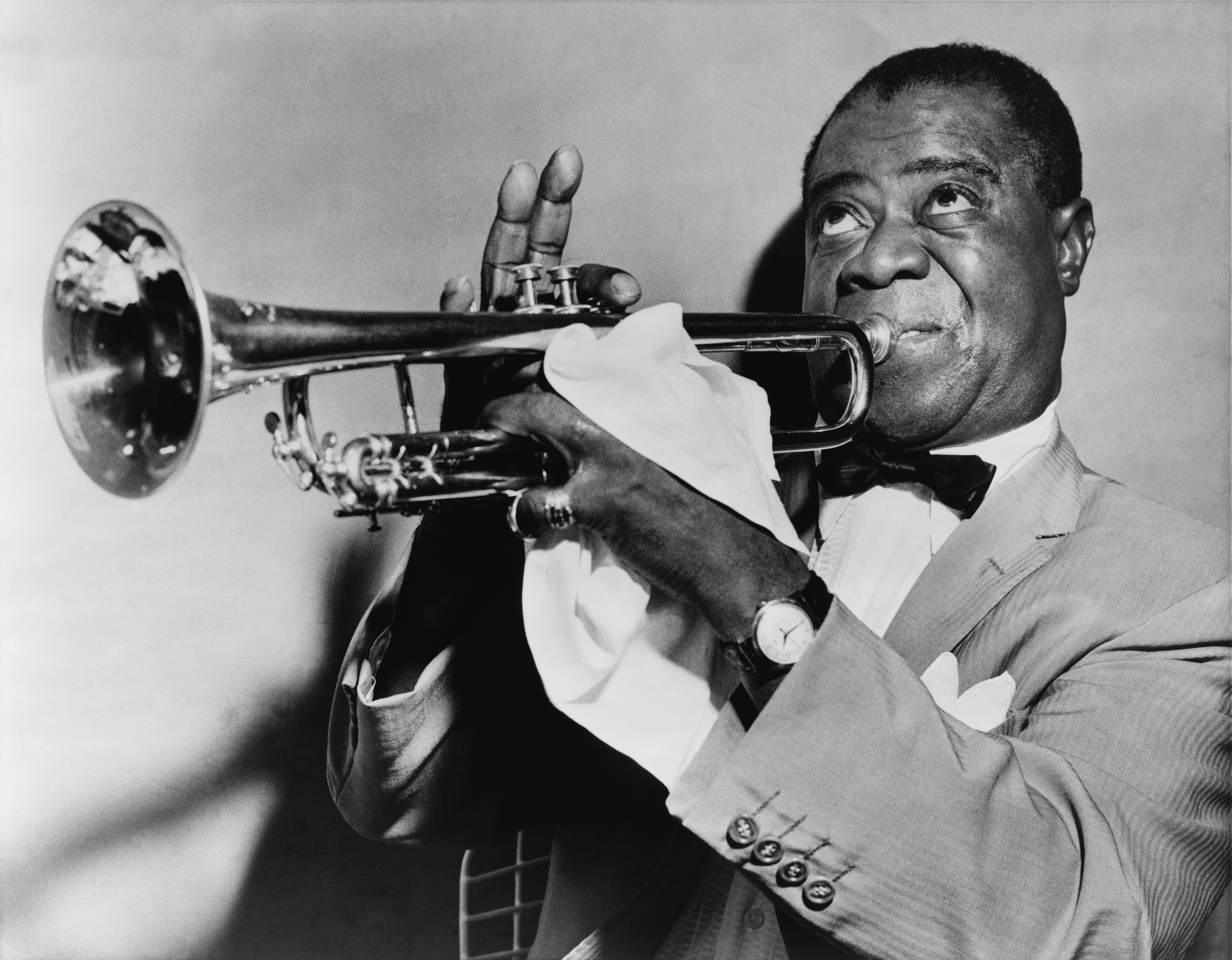
لويس أرمسترونغ واحد من أعظم موسيقي الجاز الأمريكان

في الستينات كان الجاز قد بلغ أوج مجده وسموه أرفع المستويات، وقتها كان الجاز فن راقي تتبناه الطبقة البرجوازية الأمريكية، ويعزف في الأوبرا والقاعات الفاخرة، حتى ظهر سيسل تايلور وهو عازف بيانو نادى بالعودة بالجاز إلى أصوله القديمة بعد أن كان قد بلغ في سموه أرفع المستويات. وكان أحد زعماء هذه الحركة جون كولتران الذي قال في إحدى المرات : «أحب أن أري الناس من حولى يرقصون وأنا أعزف».

## العالمية
انتشرت الجاز في كل أنحاء العالم بداية من الستينات مع ظهور التلفاز وانتشاره ونمو صناعة الموسيقي بشكل متضخم، وأخذت الجاز في كل منطقة ما يشبه الطابع المحلي، فظهر الجاز اللاتيني نسبة لأمريكا اللاتينية، والأورينتال جاز أو الجاز الشرقي ويقصد به الجاز العربي، بل وحتى الجاز اليابانى.
أشهر مذيع قدم برامج للعالم العربي عن موسيقى الجاز هو ضياء بخيت من إذاعة صوت أمريكا باللغة العربية. ضياء بخيت استضاف الكثير من كبار العازفين الأمريكيين في برنامجة الذي زاد عن ألف وخمسمئة حلقة منذ مطلع التسعينات. أشهر من استضافهم عملاق الجاز ديزي جليسبي.